# Rolls-Royce Cullinan
Rolls-Royce Cullinan là một mẫu SUV hạng sang cỡ lớn được sản xuất bởi Rolls-Royce Motor Cars, đồng thời cũng là chiếc xe đầu tiên sử dụng hệ dẫn động bốn bánh của hãng. Tên gọi của xe được đặt theo Kim cương Cullinan, viên kim cương thô lớn nhất từng được phát hiện trên thế giới.
Cullinan được định vị nằm trên dòng Ghost và tầm dưới Phantom trong dải sản phẩm Rolls-Royce, với mức giá khởi điểm tại Hoa Kỳ rơi vào khoảng 325.000 USD (255.000 bảng Anh). Xe được ra mắt vào tháng 5 năm 2018 tại sự kiện Concorso d'Eleganza Villa d'Este ở Ý. Đối với thị trường Hoa Kỳ, Cullinan không được miễn Đạo luật Thuế Năng lượng vì nó được đưa vào phân khúc station wagon thay vì SUV.

## Tổng quan

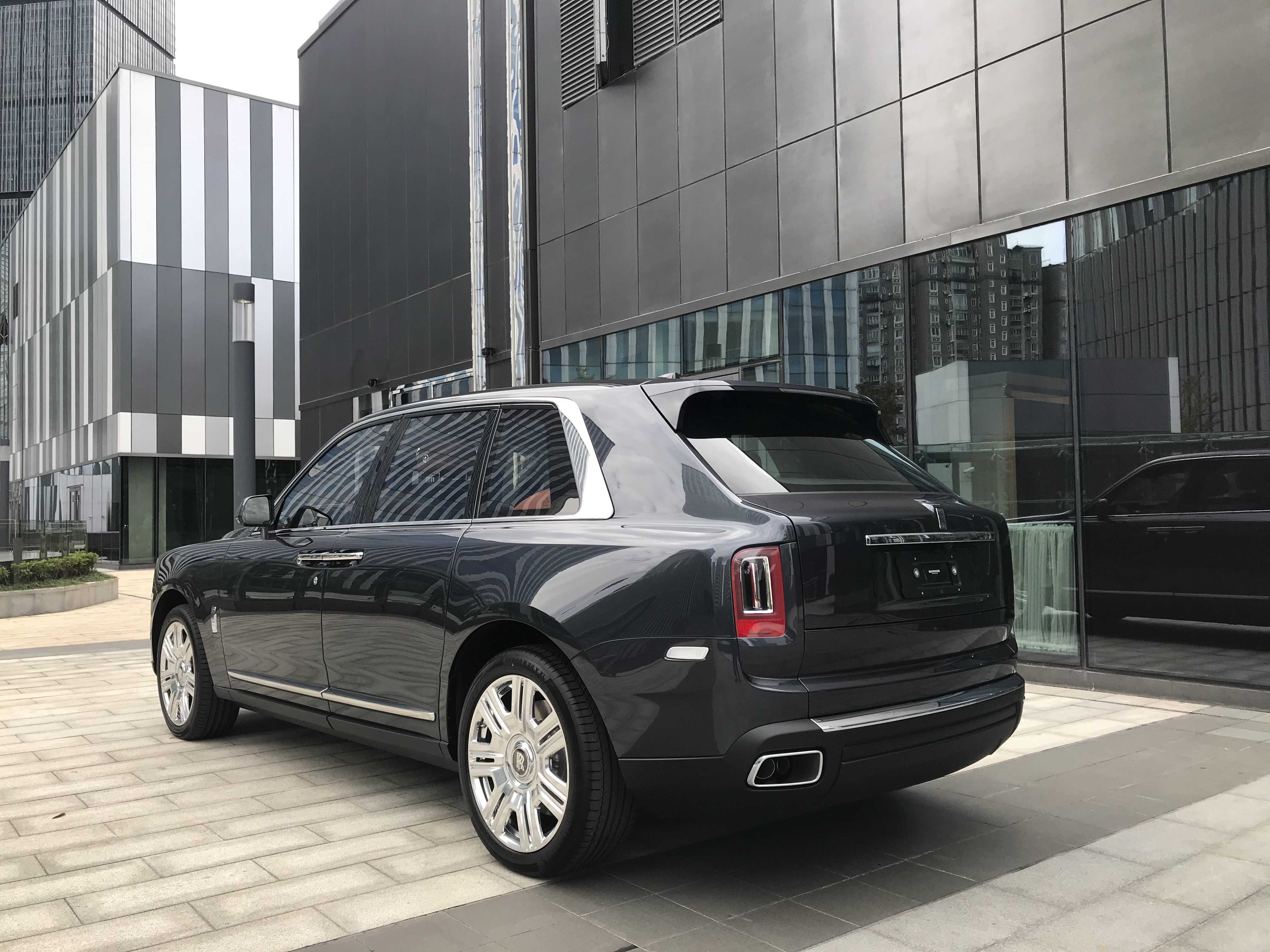
Đuôi xe

Vào năm 2015, rộ lên thông tin cho rằng một mẫu xe mới đang được phát triển và dự kiến mang tên gọi Cullinan. Nguyên nhân chính bắt nguồn từ việc hãng Rolls-Royce muốn cạnh tranh với các đối thủ Bentley và Lamborghini, vốn đã đánh chiếm thị trường SUV từ trước lần lượt với các mẫu Bentayga và Urus. Tại Triển lãm Ô tô Quốc tế Frankfurt 2015, Giám đốc điều hành Torsten Müller-Ötvös cho biết chiếc SUV này sẽ được ra mắt vào năm 2018 và có mặt trên thị trường vào năm 2019.
Cái tên "Cullinan" đã được Rolls-Royce chính thức xác nhận vào ngày 13 tháng 2 năm 2018. Nó được lấy cảm hứng từ Cullinan, viên kim cương lớn nhất từng được tìm thấy với khối lượng 3106 carat. Đây cũng chính là mẫu SUV đầu tiên của hãng.
Theo chiến lược điện hóa của BMW AG, Rolls-Royce cùng nhiều hãng xe khác, các mẫu xe sử dụng động cơ đốt trong dự kiến sẽ dừng sản xuất vào năm 2030 và thay thế hoàn toàn bằng xe điện.
Đến năm 2019, Rolls-Royce Motor Cars tuyên bố rằng mặc dù đã đẩy mạnh sản xuất và tuyển thêm nhân viên, thế nhưng họ vẫn không có đủ nguồn cung để đáp ứng nhu cầu cho những khách hàng trung thành hoặc khách hàng nữ giới và trẻ tuổi.

## Thiết kế và thử nghiệm

### Thiết kế

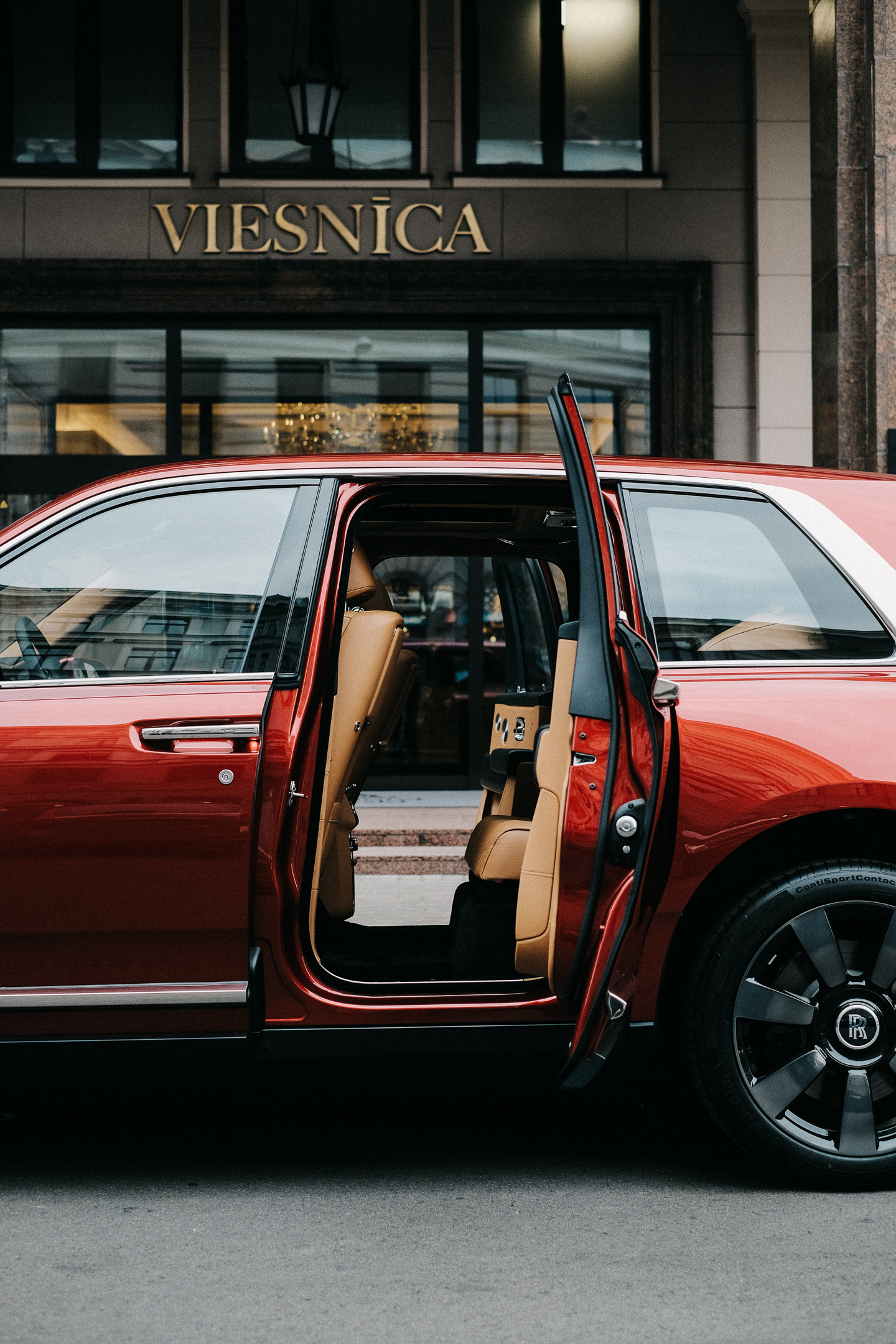
Cullinan với phong cách cửa mở ngược

Phần lớn thiết kế ngoại thất của Cullinan đều vay mượn từ Rolls-Royce Phantom thế hệ thứ 8, với điểm nhấn gồm lưới tản nhiệt hình đền Parthenon đặc trưng, cụm đèn pha thông minh sử dụng công nghệ laser cùng hai khe hút gió.

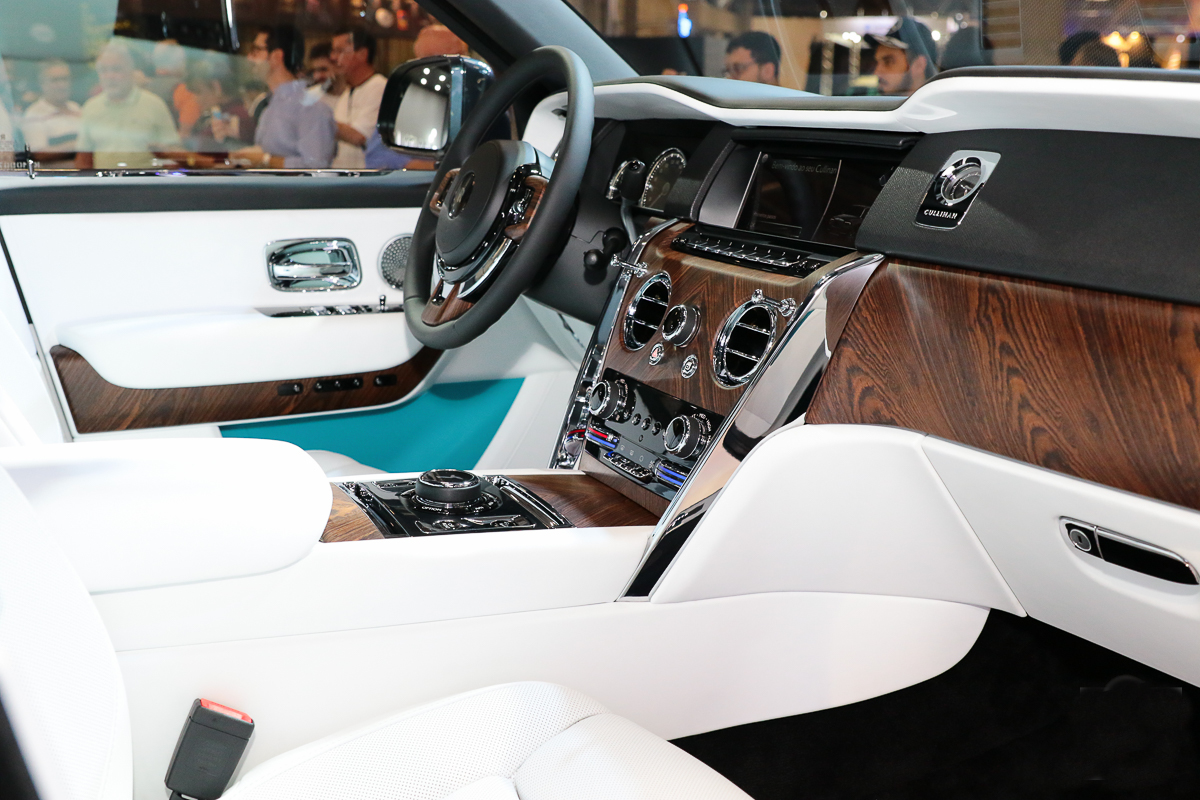
Khoang lái

Phần nội thất của Cullinan được chế tác tinh xảo từ những chất liệu cao cấp. Ghế ngồi bọc bằng những tấm da bò, được hãng chọn lựa kỹ lưỡng và xử lý bởi các nghệ nhân có tay nghề cao. Gỗ Veneer được chọn làm chất liệu chế tác ở một số chi tiết taplo, tappi cửa. Ngoài ra, xe còn được trang bị nhiều trang bị đặc biệt, nổi bật là hệ thống âm thanh Rolls-Royce Bespoke 18 loa. Khoanh hành lý của xe có thể được sử dụng để phục vụ cho mục đích cắm trại, với những chiếc ghế da được bố trí phía sau. Bên cạnh đó, đây cũng là chiếc Rolls-Royce duy nhất có vách kính ngăn giữa khoang hành lý và khoang hành khách, giúp phân tách hoàn toàn không gian cabin và khoang chứa đồ.

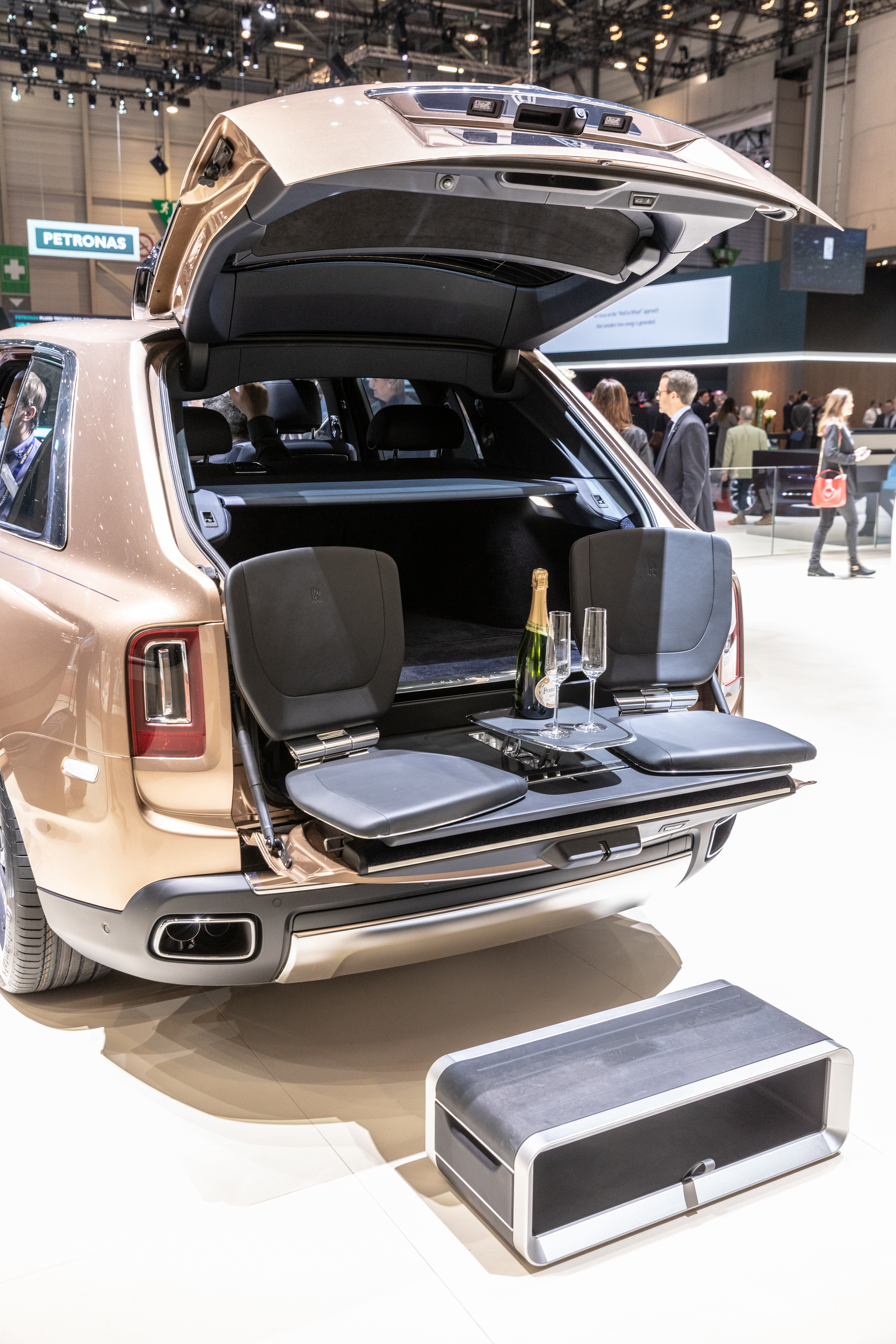
Ghế cắm trại trong khoang hành lý

Cullinan có nhiều chế độ lái khác nhau, trong đó off-road giúp cho chiếc xe mở mô men xoắn ở mức cực đại. Xe còn có hệ thống treo có thể tăng chiều cao thêm 40 mm khi đang ở chế độ off-road.

### Giai đoạn thử nghiệm
Giai đoạn thử nghiệm của Cullinan được cho là đã tiến hành vào ngày 2 tháng 1 năm 2016, kể từ đó nó đã được bắt gặp nhiều lần khi đang chạy thử trên môi trường băng tuyết.
Những thử nghiệm cuối cùng của xe được thực hiện vào năm 2018 trên nhiều dạng địa hình khác nhau, với sự cộng tác từ kênh truyền hình National Geographic.

## Thông số kỹ thuật và hiệu suất

### Nền tảng
Cullinan sử dụng hệ khung gầm không gian Architecture of Luxury được làm hoàn toàn bằng nhôm, vốn xuất hiện lần đầu trên mẫu Phantom VIII. Với vật liệu này, xe sẽ tăng khả năng cách âm cũng như độ cộng hưởng bên trong cabin xe.

### Hệ thống treo
Cullinan sử dụng trục bánh trước kiểu tay đòn kép, trong khi trục bánh sau có dạng 5 nhánh liên kết. Đồng thời, nó còn được trang bị hệ thống treo khí nén tự động thực hiện hàng triệu phép tính trong mỗi giây nhằm thay đổi hệ thống cân bằng điện tử điều chỉnh giảm xóc. Xe cũng được trang bị các thanh cân bằng chống lật chủ động được kích hoạt bằng điện.
Với hệ thống camera âm thanh nổi được tích hợp vào kính lái, Cullinan có thể quét mặt đường và địa hình phía trước, từ đó điều chỉnh hệ thống treo một cách chủ động nhằm cải thiện chất lượng lái. Với tên gọi "The Flagbearer", nó có thể hoạt động khi xe chạy ở tốc độ lên tới 100 km/h (62 mph). Michael Snell, Giám đốc Marketing khu vực Châu Mỹ của Rolls-Royce Motor Cars cho biết: "Kể cả khi những cải tiến mới được bổ sung trên hệ thống treo và dẫn động của Cullinan, thế nhưng trải nghiệm lái vẫn không bị ảnh hưởng vì chiếc xe vẫn giữ được tính năng "Magic Carpet Ride" trứ danh khi vận hành trên mọi địa hình".
Tương tự như chiếc Phantom VIII, Cullinan sử dụng hệ thống lái bốn bánh để cải thiện cả khả năng cơ động ở tốc độ thấp lẫn độ ổn định ở tốc độ cao hơn.

### Hệ dẫn động
Cullinan được trang bị duy nhất động cơ tăng áp kép V12 6,75 lít, cùng với hộp số tự động 8 cấp 8HP ZF. Hệ dẫn động mà Cullinan sử dụng là loại dẫn động bốn bánh toàn thời gian.
| Mẫu                  | Loại động cơ    | Dung tích            | Hiệu suất                           | Mô men xoắn                     | Tốc độ tối đa      |
| -------------------- | --------------- | -------------------- | ----------------------------------- | ------------------------------- | ------------------ |
| Cullinan             | Tăng áp kép V12 | 6,75 L (412 in khối) | 571 PS; 563 hp (420 kW) @ 5.000 rpm | 850 N⋅m (627 lb⋅ft) @ 1.600 rpm | 250 km/h (155 mph) |
| Cullinan Black Badge | Tăng áp kép V12 | 6,75 L (412 in khối) | 600 PS; 591 hp (441 kW) @ 5.000 rpm | 900 N⋅m (664 lb⋅ft) @ 1.600 rpm | 250 km/h (155 mph) |

## Phiên bản

### Cullinan Black Badge

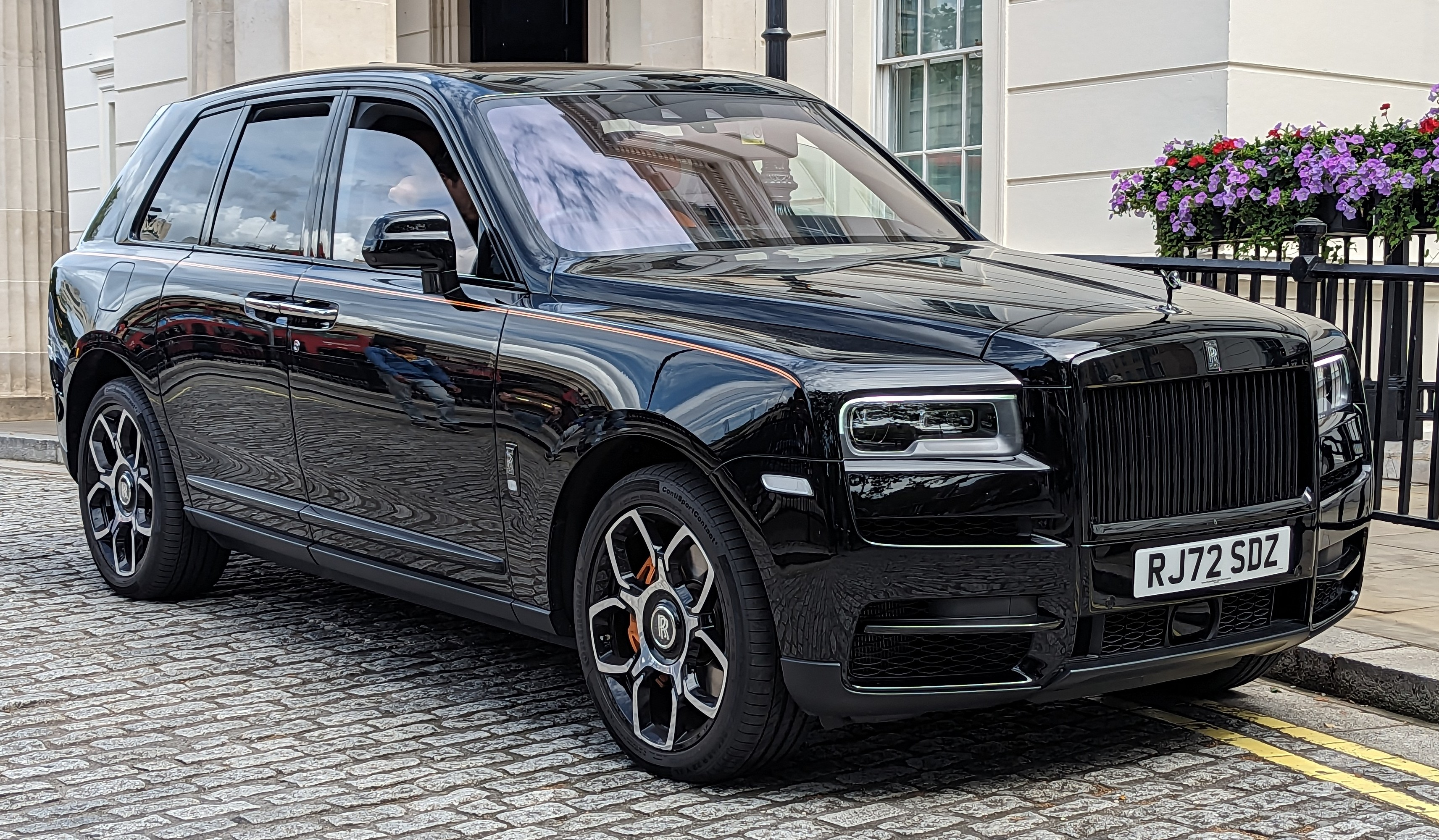
Mặt trước Rolls-Royce Cullinan Black Badge

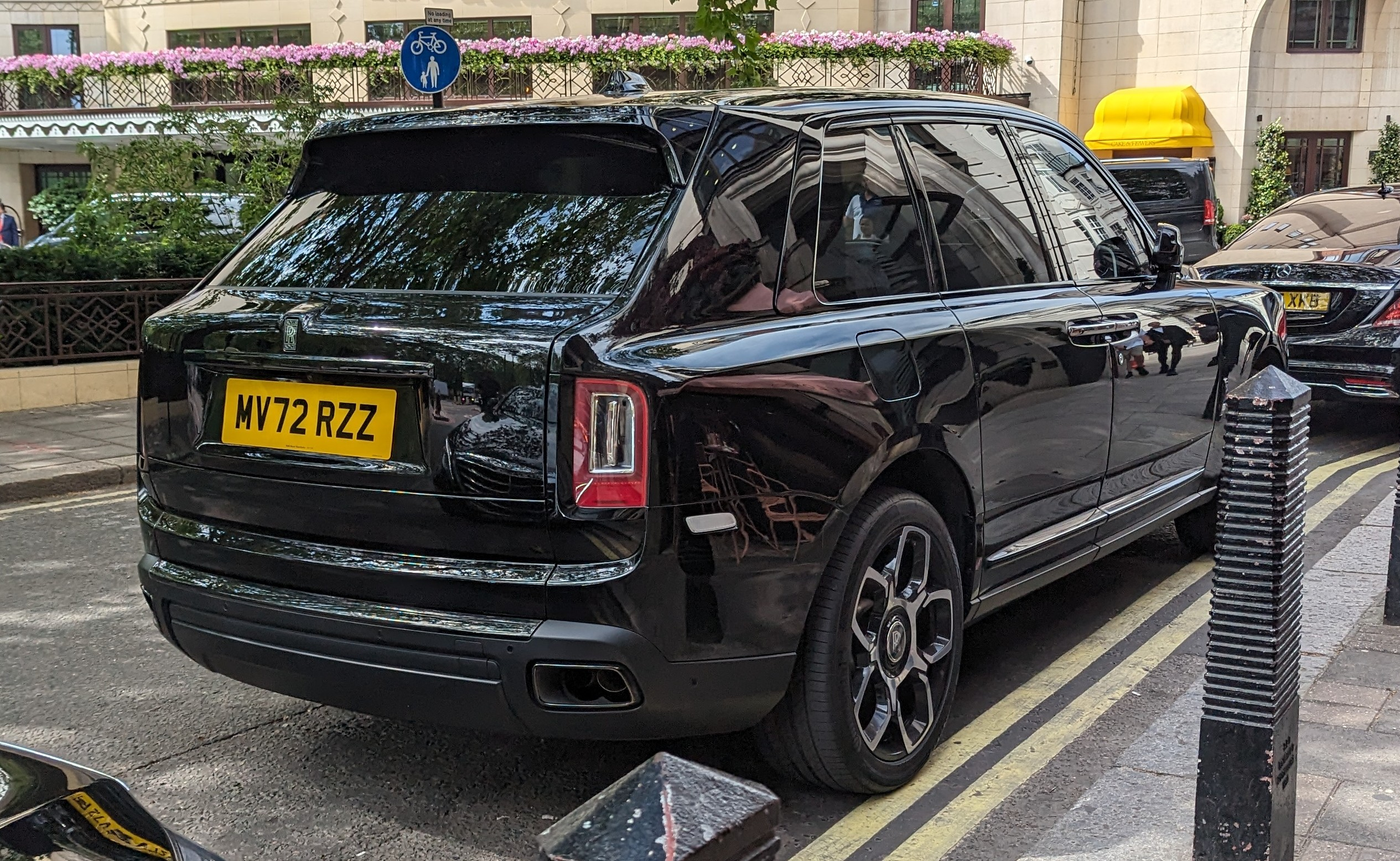
Phía sau Rolls-Royce Cullinan Black Badge

Black Badge là phiên bản đặc biệt của Cullinan với hiệu suất ấn tượng hơn. Ngoại thất của xe phủ bởi tông màu đen chủ đạo (bao gồm cả logo Spirit of Ecstasy), trong khi phần nội thất chứa các vật liệu được dệt từ sợi carbon. Loại da sử dụng trên xe có màu đen, còn đường coachline bên ngoài thì được sơn trùng theo màu ngoại thất.